# Oročijski jezik
Oročski jezik (orochi, oroch; ISO 639-3: oac), altajski jezik tunguske skupine, kojim govori 260 ljudi od ukupno preko 680 Oroča iz istočnog Sibira u Habarovskom kraju (Хаба́ровский край) i na rijeci Amur blizu grada Komsomolsk-na-Amure, Rusija. Ima nekoliko dijalekata, to su kjakela (kjakar, kekar), namunka, oričen i tez.
Danas se ne uči u školama i govore ga uglavnom odrasli, a u upotrebi je i ruski. Pripada podskupini udihe ogranku južnotunguskih jezika. Nije isto što i jezik orok

## Vanjske poveznice
- Ethnologue (14th)
- Ethnologue (15th)